# دبلیوزد. ۲۹

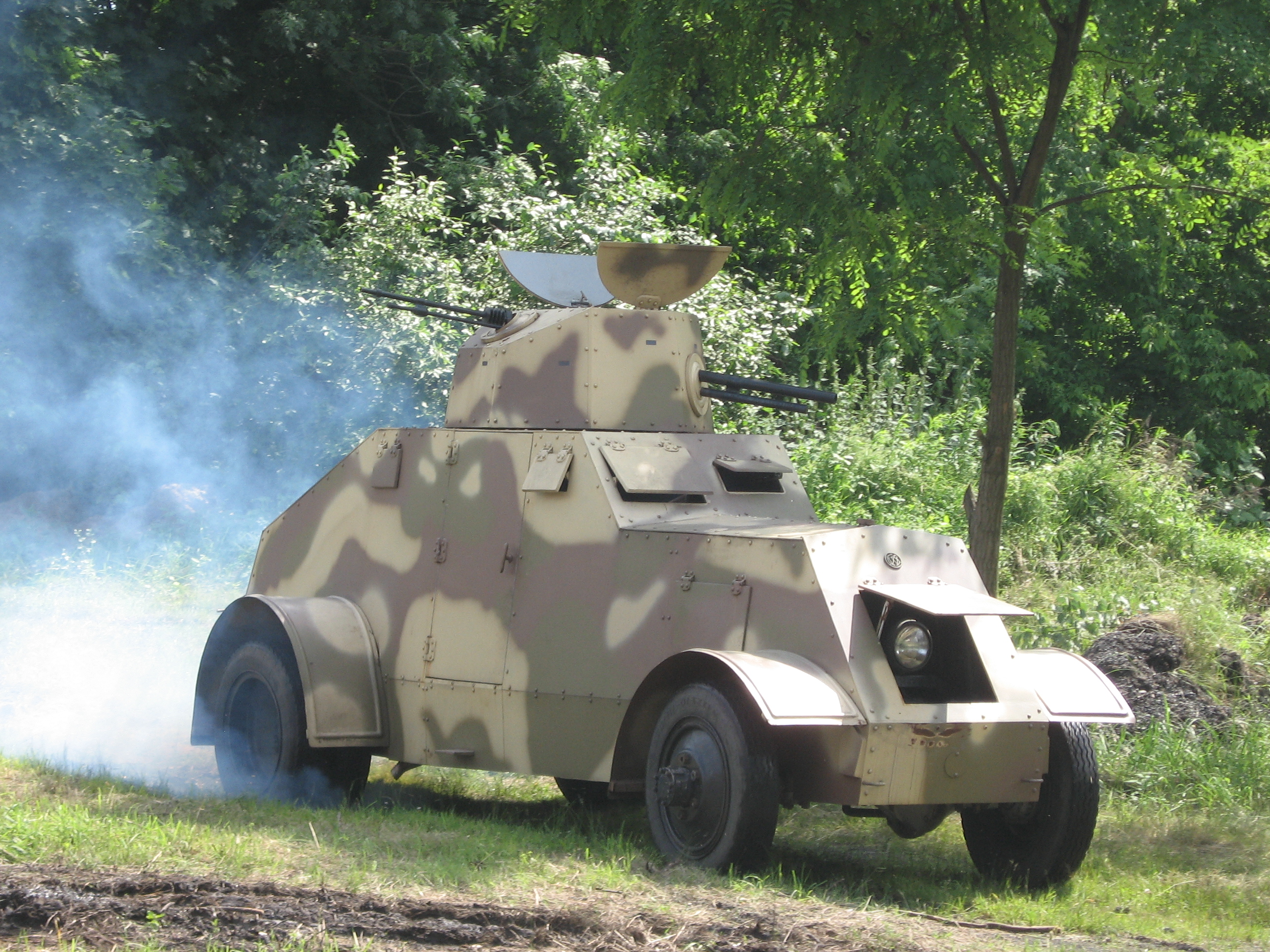
نسخه شبیه‌سازی شده از خودرو

خودرو زرهی نمونه سال ۱۹۲۹ (به لهستانی: Samochód Pancerny wzór 29) (اختصاری wz. 29) یک خودرو چرخ‌دار زره‌پوش ساخت لهستان در دوران میان دو جنگ جهانی بود. این خودرو که غالباً به Ursus یا CWS معروف است به تعداد محدود در هنگام تهاجم به لهستان مورد استفاده قرار گرفت.

## تاریخچه
این خودرو در سال ۱۹۲۹ میلادی به دست طراح معروف لهستانی رودولف گاندلاخ بر اساس شاسی کامیون ۲ تن اورسوس الف طراحی گشت و در کارخانه مرکزی خودروسازی ساخته شد. سلاح‌های خودرو عبارت بودند از یک توپ کم شتاب ۳۷ میلی‌متری فرانسوی در قسمت جلو برجک و دو مسلسل هاچکیس در سمت راست و چپ عقب برجک در زوایای ۱۲۰ درجه نسبت به توپ که همگی توسط فرمانده هدایت می‌شدند، مسلسل دیگر که در پشت سینه خودرو قرار داشت هم توسط مسلسل‌چی استفاده می‌گشت. ۹۶ گلوله برای توپ اصلی و ۴۰۳۲ گلوله برای مسلسل‌ها در خودرو حمل می‌شد. این طراحی برجک علی‌رغم آنکه تعادلی خوبی به آن می‌بخشید به علت ظاهر عجیبی که به آن می‌داد کنار گذاشته شد و در دهه ۳۰ مسلسل سمت راست عقب برجک حذف گشت.
این خودرو برای سال‌های انتهایی دهه ۲۰ میلادی توانا بود اما از قدرت آتش اندک و نبود چرخ‌های همه جا رو که ترددش در مسیرهای جاده‌ای را بسیار سخت می‌کرد رنج می‌برد، همچنین نیم‌رخ بلند خودرو آن را به راحتی در معرض آتش دشمن قرار می‌داد. در نهایت هم به دلیل کمبودها تنها میان ۱۰ تا ۱۳ عراده از این خودرو به تولید رسید.
در هنگام آغاز جنگ جهانی دوم و تهاجم به لهستان توسط ارتش آلمان این خودرو به شدت قدیمی و ناکارآمد بود اما ۸ عراده از آن به ارتش مودلین برای نقش‌های شناسایی فرستاده شد که همگی تا تاریخ ۱۶ سپتامبر از بین رفتند.